# استلا کاکنکت
استلا کاکنکت (انگلیسی: Stella Kunkat؛ زادهٔ ۱۹۹۸) هنرپیشه اهل آلمان است.
از فیلم‌ها یا برنامه‌های تلویزیونی که وی در آنها نقش داشته‌است می‌توان به زنی در برلین اشاره کرد.